# Croissant-Rouge azerbaïdjanais
Le Croissant-Rouge azerbaïdjanais (en azéri : Azərbaycan Qızıl Aypara Cəmiyyəti, AzQAC) est une association d'aide humanitaire azerbaïdjanaise fondée le 10 mars 1920. Elle a pour objectif de venir en aide aux personnes en difficulté en Azerbaïdjan. Ses missions fondamentales sont l'urgence, le secourisme, la formation et la santé. Le Croissant-Rouge azerbaïdjanais est l'une des 191 sociétés nationales du Mouvement international de la Croix-Rouge et du Croissant-Rouge,,.

## Histoire
Le Croissant-Rouge azerbaïdjanais a été fondé le 10 mars 1920 à l'initiative du vice-ministre de la Défense de l'époque, le général de corps d'armée Aliagha Shikhlinski et du ministre des Affaires étrangères Fatali Khan Khoyski, deux ans après l'indépendance de la République démocratique d'Azerbaïdjan. Après que l'Azerbaïdjan a été occupé par la Russie soviétique le 28 avril de la même année et annexé en tant que République socialiste soviétique d'Azerbaïdjan, le Croissant-Rouge azerbaïdjanais a brièvement cessé d'exister et a été remplacé par la Croix-Rouge russe. En octobre 1922, la Société du Croissant-Rouge d'Azerbaïdjan Hilal Ahmər a été rétablie par décret du Conseil des commissaires du peuple de la République socialiste soviétique d'Azerbaïdjan. Il fonctionnait dans le cadre de la Ligue soviétique des sociétés de la Croix-Rouge et du Croissant-Rouge.
En 1991, après l'effondrement de l'Union soviétique, l'Azerbaïdjan a retrouvé son indépendance et a donné à sa Société nationale du Croissant-Rouge l'indépendance conformément aux normes internationales.